# 艾斯费尔德
艾斯费尔德（德語：Eisfeld，發音：[ˈaɪsˌfɛlt] ⓘ）是德国图林根州希尔德堡豪森县的城市，面积86.52平方千米，2023年12月31日人口为7,344人。2019年1月1日，市镇萨克森布伦并入艾斯费尔德。

## 友好城市
- 德国 阿霍恩（1990年）
- 法國 阿姆（1995年）